# Hemileius microclava
Hemileius microclava är en kvalsterart som först beskrevs av Hammer 1961.  Hemileius microclava ingår i släktet Hemileius och familjen Hemileiidae. Inga underarter finns listade i Catalogue of Life.